# Олексине
Оле́ксине — село в Україні, у Тростянецькій міській громаді Охтирського району Сумської області. Кількість виборців - 264. Колишній орган місцевого самоврядування — Білківська сільська рада.
Після ліквідації Тростянецького району 19 липня 2020 року село увійшло до Охтирського району.

## Географія
Село Олексине знаходиться на лівому березі річки Боромля, вище за течією на відстані 4 км розташоване село Вовків, нижче за течією на відстані 2,5 км розташоване місто Тростянець, на протилежному березі — село Білка. По селу протікає пересихаючий струмок з загатою. До села примикає лісовий масив (сосна). Через село проходить залізниця, на якій розташований однойменний зупинний пункт. За 2,5 км від села розташована найближча залізнична станція Скрягівка. Поруч проходить автомобільна дорога Н12.

## Населення

### Мова
Розподіл населення за рідною мовою за даними перепису 2001 року:
| Мова       | Кількість | Відсоток |
| ---------- | --------- | -------- |
| українська | 387       | 92.58%   |
| російська  | 30        | 7.18%    |
| білоруська | 1         | 0.24%    |
| Усього     | 418       | 100%     |

## Відомі люди
- Куц Володимир Петрович, дворазовий олімпійський чемпіон 1956 року у бігу на 5 та 10 км.